# Тексаркана (Техас)
Тексаркана (англ. Texarkana) — місто (англ. city) в США, в окрузі Бові штату Техас. Населення — 36 193 особи (2020).

## Географія
Тексаркана розташована за координатами 33°26′53″ пн. ш. 94°4′52″ зх. д. / 33.44806° пн. ш. 94.08111° зх. д. (33.448105, -94.081217).  За даними Бюро перепису населення США в 2010 році місто мало площу 76,27 км², з яких 75,22 км² — суходіл та 1,06 км² — водойми.

### Клімат
| Клімат : Тексаркана     | Клімат : Тексаркана | Клімат : Тексаркана | Клімат : Тексаркана | Клімат : Тексаркана | Клімат : Тексаркана | Клімат : Тексаркана | Клімат : Тексаркана | Клімат : Тексаркана | Клімат : Тексаркана | Клімат : Тексаркана | Клімат : Тексаркана | Клімат : Тексаркана | Клімат : Тексаркана |
| Показник                | Січ.                | Лют.                | Бер.                | Квіт.               | Трав.               | Черв.               | Лип.                | Серп.               | Вер.                | Жовт.               | Лист.               | Груд.               | Рік                 |
| Абсолютний максимум, °C | 29,4                | 31,7                | 34,4                | 35,0                | 37,8                | 42,2                | 43,3                | 47,2                | 42,2                | 40,0                | 31,1                | 28,9                | 47,2                |
| Середній максимум, °C   | 11,4                | 14,6                | 19,2                | 23,7                | 27,6                | 31,6                | 33,9                | 33,9                | 30,2                | 24,7                | 17,7                | 12,8                | 23,4                |
| Середній мінімум, °C    | −0,7                | 1,3                 | 5,4                 | 10,0                | 15,8                | 20,2                | 22,2                | 21,4                | 17,6                | 10,9                | 5,1                 | 0,8                 | 10,8                |
| Абсолютний мінімум, °C  | −21,7               | −19,4               | −11,7               | −4,4                | 1,7                 | 10,0                | 11,1                | 10,6                | 2,8                 | −5,6                | −9,4                | −18,3               | −21,7               |
| Норма опадів, мм        | 99                  | 97                  | 113                 | 107                 | 126                 | 122                 | 92                  | 61                  | 96                  | 117                 | 145                 | 126                 | 1301                |
| ----------------------- | ------------------- | ------------------- | ------------------- | ------------------- | ------------------- | ------------------- | ------------------- | ------------------- | ------------------- | ------------------- | ------------------- | ------------------- | ------------------- |
| Джерело:                |                     |                     |                     |                     |                     |                     |                     |                     |                     |                     |                     |                     |                     |

## Демографія
Згідно з переписом 2010 року, у місті мешкало 36 411 осіб у 14 422 домогосподарствах у складі 9039 родин. Густота населення становила 477 осіб/км².  Було 16115 помешкань (211/км²).
Расовий склад населення:
| - 55,4 % — білих - 37,1 % — чорних або афроамериканців - 1,3 % — азіатів - 0,5 % — корінних американців - 3,4 % — осіб інших рас |

До двох чи більше рас належало 2,2 %. Частка іспаномовних становила 6,4 % від усіх жителів.
За віковим діапазоном населення розподілялося таким чином: 25,8 % — особи молодші 18 років, 59,8 % — особи у віці 18—64 років, 14,4 % — особи у віці 65 років та старші. Медіана віку мешканця становила 36,0 року. На 100 осіб жіночої статі у місті припадало 90,5 чоловіків;  на 100 жінок у віці від 18 років та старших — 86,0 чоловіків також старших 18 років.
Середній дохід на одне домашнє господарство  становив 60 108 доларів США (медіана — 39 113), а середній дохід на одну сім'ю — 72 200 доларів (медіана — 49 866). Медіана доходів становила 41 505 доларів для чоловіків та 30 183 долари для жінок. За межею бідності перебувало 22,8 % осіб, у тому числі 32,4 % дітей у віці до 18 років та 10,0 % осіб у віці 65 років та старших.
Цивільне працевлаштоване населення становило 14 387 осіб. Основні галузі зайнятості: освіта, охорона здоров'я та соціальна допомога — 27,4 %, роздрібна торгівля — 14,9 %, мистецтво, розваги та відпочинок — 10,3 %, виробництво — 8,7 %.